# Елирија (Охајо)
Елирија (енгл. Elyria) град је у америчкој савезној држави Охајо.

## Демографија
По попису из 2010. године број становника је 54.533, што је 1.42 (-2,5%) становника мање него 2000. године.
| Група             | 2000.          | 2010.          |
| Белци             | 44.747 (80,0%) | 41.226 (75,6%) |
| Афроамериканци    | 7.928 (14,2%)  | 8.441 (15,5%)  |
| Азијати           | 340 (0,6%)     | 435 (0,8%)     |
| Хиспаноамериканци | 1.553 (2,8%)   | 2.649 (4,9%)   |
| Укупно            | 55.953         | 54.533         |